# Radiophryidae
Famille
Les Radiophryidae sont une famille de Ciliés de la classe des Oligohymenophorea et de l’ordre des Astomatida.

## Étymologie
Le nom de la famille vient du genre type Radiophrya, dérivé du latin radio, « rayon », et du grec ancien οφρύς / ophrýs, « sourcil ⇒ cil ⇒ cilié », littéralement « cilié rayonnant », en référence à la structure de leur ciliation somatique « organisée en deux à trois systèmes sécants », dont l'ensemble fait penser à des rayons.

## Description
Les Radiophryidae ont une taille, petite (< 80 μm) à grande (> 200 μm). Leur forme est généralement ovoïde, très aplatie, parfois allongée. Ils nagent librement dans leur milieu de vie. Leur ciliation somatique est holotriche (c. à d. uniforme), dense, organisée en deux, rarement trois, systèmes sécants antérieurs. Ils disposent, en position ventrale, de fibres cytosquelettiques qui s'étendent sur presque toute la longueur des kinés somatiques, avec, chez certaines espèces, une extrémité apicale dominée par un organite cytosquelettique proéminent en forme de « V » sur lequel convergent de nombreuses fibres. Ils sont souvent dotés de crochets, d'épines ou d'autres structures d'attache.
Leur division se fait de façon anisotonique mais la caténulation (c. à d. la formation de petites chaines) est peu courante. 
Leur macronoyau est ellipsoïde allongé ou en forme de ruban. Un micronoyau est présent. Leurs vacuoles contractiles sont disposées sur une ou deux rangées.

## Distribution
Les Radiophryidae vivent dans les habitats d'eau douce, marins et terrestres en tant qu'endosymbiontes dans le tube digestif de vers annélides oligochètes, de quelques annélides polychètes et, parfois, de mollusques lamellibranches d'eau douce. Leur répartition est mondiale .

## Liste des genres
Selon GBIF (29 août 2023) :
- Acanthodiophrya de Puytorac & Dragesco, 1968
- Anthonyella Delphy, 1936
- Cheissinophrya de Puytorac & Dragesco, 1969
- Coelophrya de Puytorac & Dragesco, 1968
- Dicoelophrya de Puytorac & Dragesco, 1968
- Dicontophrya de Puytorac & Dragesco, 1968
- Helellophrya Aescht, 2001
- Metaracoelophrya de Puytorac & Dragesco, 1968
- Metaradiophrya Heidenreich, 1935, nomen nudum
- Mrazekiella Kijenskii, 1926
- Ochridanus Georgevitch, 1941
- Radiophrya Rossolimo, 1926 genre type
  - Genre synonyme : Cheissinella Meier, 1954
  - Espèce type : non spécifiée

Selon Lynn (2010) :
- Acanthodiophrya de Puytorac & Dragesco, 1969
- Anthonyella Delphy, 1936
- Cheissiniophrya de Puytorac & Dragesco, 1969
- Coelophrya de Puytorac & Dragesco, 1969
- Desmophrya Raabe, 1933
- Dicoelophrya de Puytorac & Dragesco, 1969
- Durchoniella de Puytorac, 1954
- Eudrilophrya de Puytorac, 1971
- Helellophrya Aescht, 2001
- Hovasseiella de Puytorac, 1955
- Metaracoelophrya de Puytorac & Dragesco, 1969
- Metaradiophrya Heidenreich, 1935 nom. nud.
- Mimophrya de Puytorac, 1969
- Mrazekiella Kijenskij, 1926
- Ochridanus Georgévitch, 1941
- Paracoelophrya de Puytorac, 1969 nom. nud.
- Radiophrya Rossolimo, 1926
- Radiophryopsis Georgévitch, 1941

## Systématique
Le nom valide de ce taxon est Radiophryidae de Puytorac, 1972.